# Pseudoterpna algirica
Pseudoterpna algirica là một loài bướm đêm trong họ Geometridae.